# ぱっちGuu
ぱっちGuu（ぱっちぐー）は、株式会社パブリシティ・グローバル・サポートが発行するパチンコ、パチスロの情報誌でフリーペーパー。2004年12月創刊。東京･千葉･埼玉エリア、京浜エリア、関西エリアの3エリアで、パチンコ店、主要鉄道駅、am/pm（エーエム・ピーエム）に設置されたスタンドで無料配布されていた。2015年3月時点で確認できる情報から、既に廃刊されているものと思われる。廃刊年月は不明。

## イベント取材
パチンコホール独自のイベントを誌上で告知し、当日は現役レースクイーンやモデルが務めるPGクイーンが同行して編集部が取材を行い、誌面でレポートしていた。イベント取材はブログ記事より2013年9月までは行われていたことが窺えるが、その後は不明。